# Roger Creager
Roger Creager (ur. 25 lipca 1971) – amerykański muzyk country i autor tekstów pochodzący z Teksasu. Jest wokalistą i gitarzystą, ponadto potrafi grać na pianinie. Jak na razie nagrał cztery albumy studyjne.

## Życiorys
Roger chciał zostać muzykiem country od szóstego roku życia. Naukę gry na pianinie rozpoczął w drugiej klasie, natomiast na gitarze zaczął grać dopiero w czasie studiów w Tuloso Midway High School. Od najmłodszych lat uważał, że zostanie wokalistą, mimo iż był nieśmiały. Po ukończeniu wyższej szkoły Roger dostał się do Sam Houston State University i zdobył stopień naukowy w biznesie. Creager odszedł do Texas A&M University w College Station by uzyskać stopień naukowy w rolnictwie. W College Station, Texas Music Revolution pomogli mu zostać dobrym muzykiem. Zanim wydał swój pierwszy album, Roger występował na teksańskiej scenie. Występy były udane dzięki energii, jaką wydobywał z siebie grając na żywo.
Roger wraz ze swoim zespołem każdego lata zapraszał fanów na podróż z grupą do Playa del Carmen w Meksyku. W czerwcu 2006 roku Creager poleciał do Afryki i wspiął się na Kilimandżaro. Po powrocie do domu zespół kontynuował trasę koncertową bez Rogera pod nazwą The Kilimanjaros.
Latem 2007 roku Roger poleciał do Francji by zagrać na Festival Country Rendez-Vous.
Roger obecnie mieszka w okolicy Houston.

## Roger Creager Band
Po nieudanym doświadczeniu, jakim była gra na pianinie w lokalnym zespole, Roger zdecydował się założyć własną grupę. Nazwał ją "Roger Creager Band", w skład zespołu weszli:
- Ken Reynolds – gitara prowadząca
- Alan Huff – pianino, akordeon, washboard
- Matt Medearis – perkusja
- John T. Slaughter – wiolonczela, mandolina
- Stormy Cooper – gitara basowa

## Dyskografia
- Live Across Texas (2004)
- Long Way to Mexico (2003)
- I Got the Guns (2002)
- Having Fun All Wrong (1999)

## Popularne piosenki
- The Everclear Song
- Love
- Having Fun All Wrong
- I Got The Guns
- Things Look Good Around Here
- Long Way To Mexico
- Love Is Crazy